# Geomys
Geomys là một chi động vật có vú trong họ Chuột nang, bộ Gặm nhấm. Chi này được Rafinesque miêu tả năm 1817. Loài điển hình của chi này là Geomys pinetis Rafinesque, 1817.

## Hình ảnh

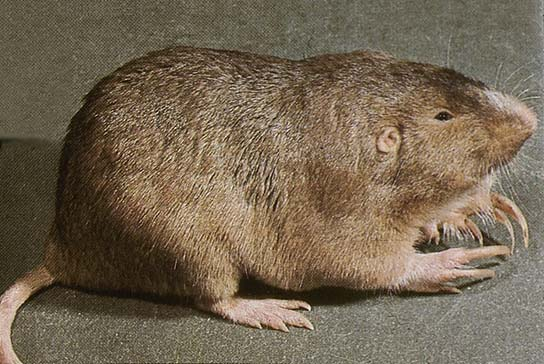
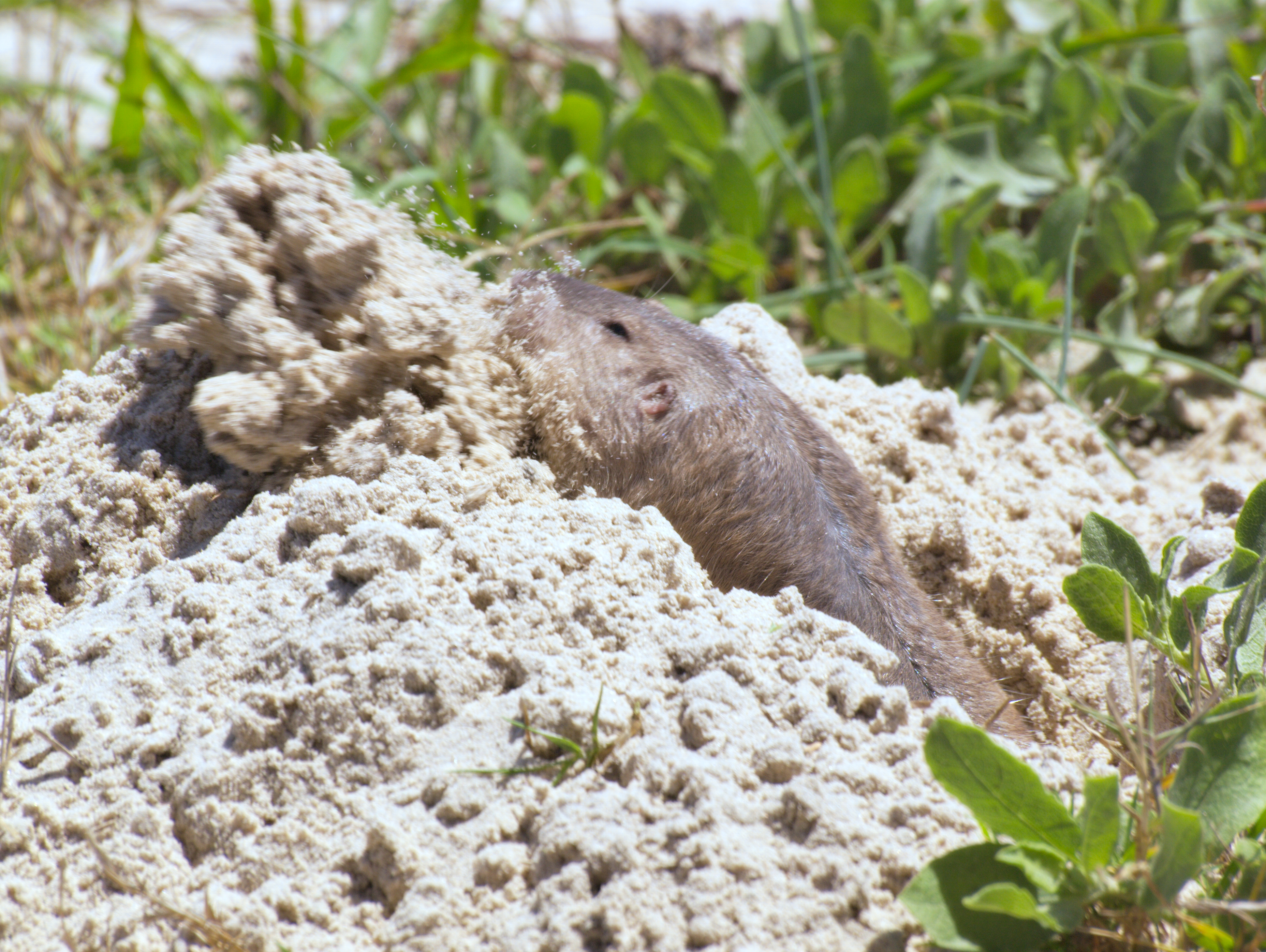
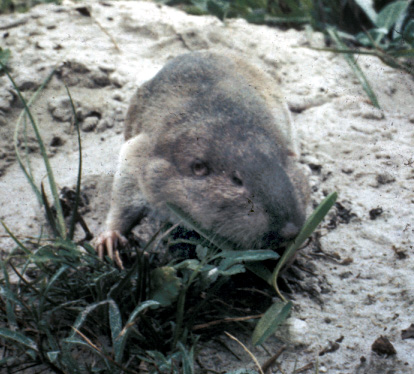

## Các loài
Chi này gồm các loài:
- Geomys arenarius
- Geomys attwateri
- Geomys breviceps
- Geomys bursarius
- Geomys knoxjonesi
- Geomys personatus
- Geomys pinetis
- Geomys texensis
- Geomys tropicalis